# Bassist

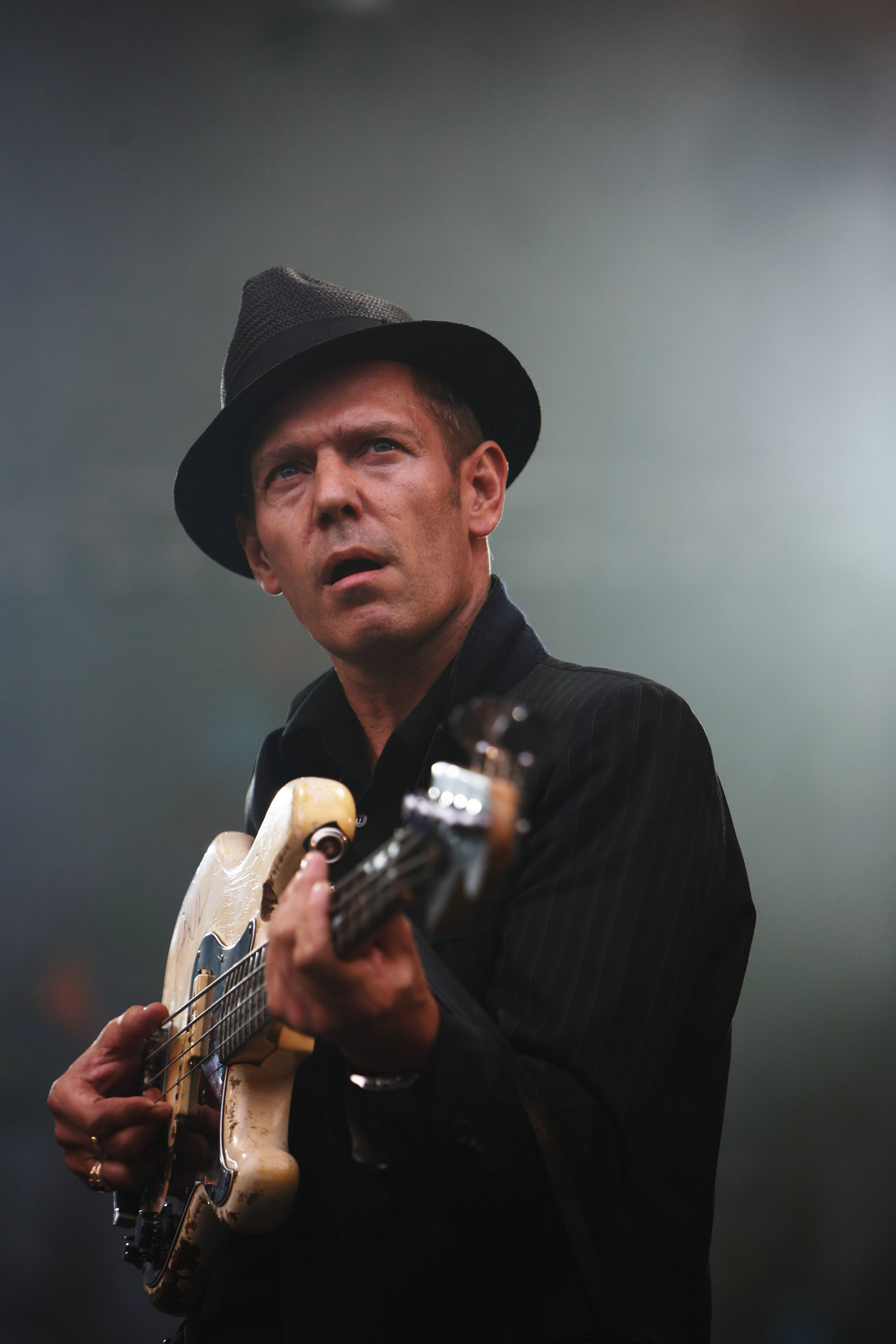
Bassist Paul Simonon van de vroegere punkgroep The Clash

Een bassist is een musicus die contrabas of basgitaar speelt. Ook andere bespelers van bas-instrumenten zoals bassaxofoon worden wel bassist genoemd.

## Bas-instrumenten
- Basblokfluit
- Basgitaar
- Basklarinet
- Bassaxofoon
- Bas-tuba
- Contrabas
- Contrafagot
- Fender Rhodes Piano Bass
- Gitarron

## Bekende contrabassisten
- Giovanni Bottesini (1821-1889)
- Wellman Braud (1891-1967)
- Pops Foster (1892-1969)
- Charles Mingus (1922-1979)
- Ray Brown (1926-2002)
- Jimmy Garrison (1933-1976)
- Paul Chambers (1935-1969)
- Scott LaFaro (1936-1961)
- Ron Carter (1937)
- Charlie Haden (1937-2014)
- Ruud Jacobs (1938-2019)
- Eberhard Weber (1940)

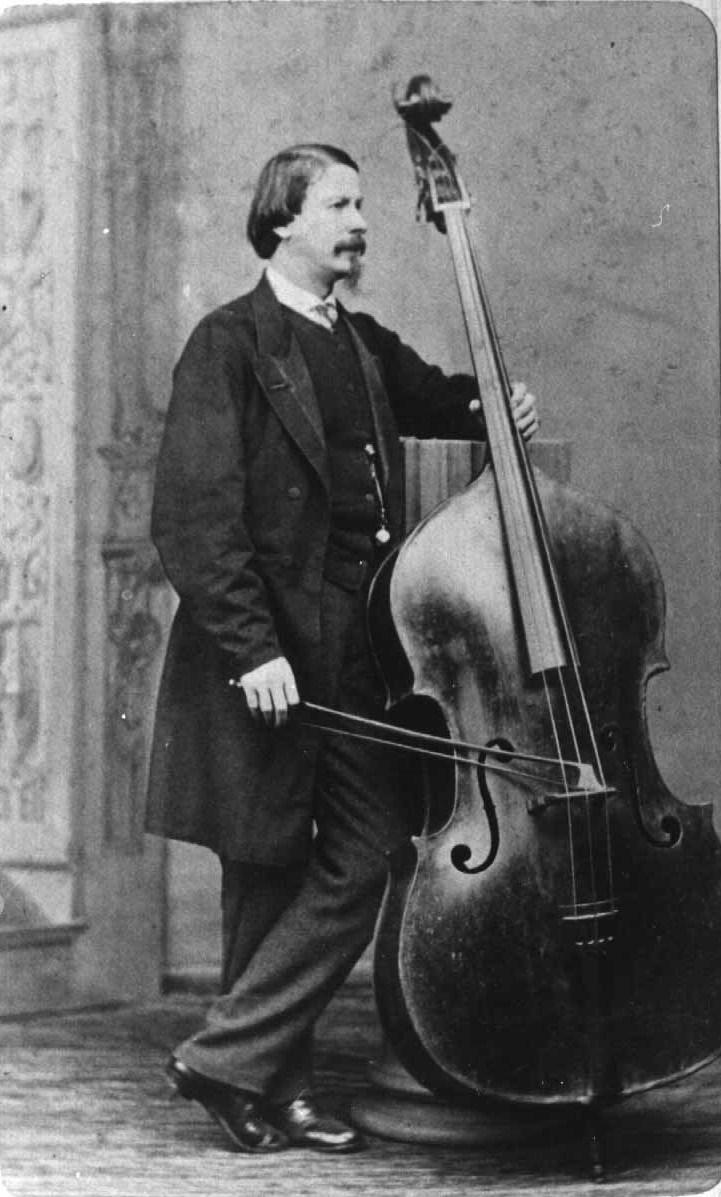
Giovanni Bottesini met zijn favoriete contrabas, die maar drie snaren had. Foto genomen rond 1865.

- Niels-Henning Ørsted Pedersen (1946-2005)
- Miroslav Vitouš (1947)
- Stanley Clarke (1951)
- Hein van de Geyn (1956)
- Frank Fields (1914-2005)